# Pyro Studios
A Pyro Mobile foi uma Desenvolvedora de jogos eletrônicos sediada em Madrid, Espanha, estabelecida em 2012 como resultado da fusão entre a Play Wireless e a Pyro Studios, e encerrou suas operações na segunda metade de 2017. A empresa é mais conhecida por sua série de jogos de tática em tempo real, Commandos.

## Pyro Studios
A Pyro Studios foi fundada em 1996 com o propósito de desenvolver videogames de alta qualidade. O compromisso da empresa resultou no desenvolvimento de Commandos: Behind Enemy Lines, lançado em 1998, que se tornou o jogo espanhol mais bem-sucedido da década. A série de táticas em tempo real foi idealizada por Gonzo Suárez, que já havia trabalhado na Opera Software. O sucesso do primeiro jogo levou ao lançamento de uma expansão chamada Commandos: Beyond the Call of Duty.
Em outubro de 2001, a versão para Microsoft Windows de Commandos 2: Men of Courage foi lançada, seguida pela versão para Xbox e PlayStation 2 em setembro de 2002. Commandos 3: Destination Berlin foi lançado em outubro de 2003. No total, a série Commandos vendeu mais de 5 milhões de cópias em todo o mundo.
Praetorians, um jogo de estratégia 3D para Windows ambientado nas campanhas de Júlio César, foi lançado em fevereiro de 2003.
Imperial Glory foi lançado no início de 2005, recebendo avaliações médias.
Commandos: Strike Force foi lançado nos primeiros meses de 2006, recebendo críticas mistas e vendas baixas.
No final de 2008, o estúdio cancelou o desenvolvimento de um jogo chamado Cops para Xbox 360 e PS3, resultando na demissão de 30 funcionários. Para o filme da sua empresa irmã, Planeta 51, a Pyro desenvolveu a versão para consoles do jogo, lançado em novembro de 2009.

## Jogos
- Commandos
  - Commandos: Behind Enemy Lines
  - Commandos: Beyond the Call of Duty
  - Commandos 2: Men of Courage
  - Commandos 3: Destination Berlin
  - Commandos: Strike Force
- Praetorians
- Imperial Glory
- Planet 51